# Komonice bílá

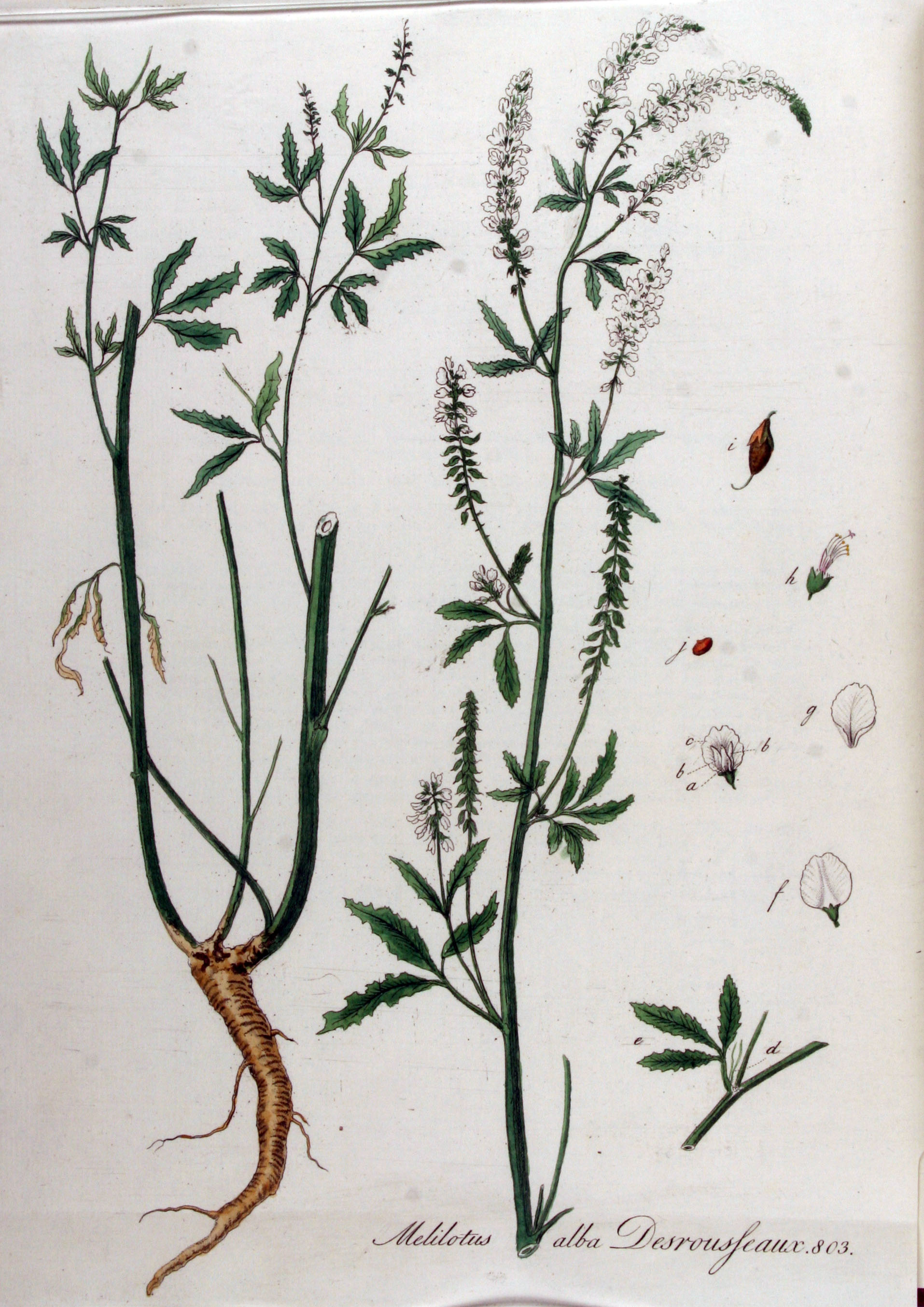
Nákres komonice bílé

Komonice bílá (Melilotus albus) je vysoká a příjemné vonící bylina, která hojně roste ve volné přírodě a také bývá pěstována jako pícnina pro dobytek. Je to naturalizovaný archeofyt, jeden z několika druhů rodu komonice rostoucích v České republice.

## Výskyt
Komonice bílá je rozšířena jako původní druh téměř po celé Evropě (po 65. stupeň severní zeměpisné šířky), v Malé a Střední Asii i na Sibiři. Druhotně osídlila Severní a Jižní Ameriku, Austrálii i Nový Zéland.
V České republice se vyskytuje téměř na celém území, od nížin až do podhorských oblastí. V nadmořské výšce nad 800 m ji však můžeme spatřit jen výjimečně.

## Ekologie
Preferuje lehčí a písečné půdy na neutrálním až zásaditém podloží, vyskytuje se od planárního po subalpínský výškový vegetační stupeň. Roste na rumovištích, železničních náspech, štěrkovištích, písčinách i v lomech, lužních lesích, na pastvinách, výslunných mezích i okolo cest. Spokojuje se s půdami chudými na humus, dobře snáší sucho, upřednostňuje slunná stanoviště, nesnáší zamokřené a těžké půdy.

## Popis
Jednoletá nebo dvouletá rostlina dorůstající do výše 70 až 150 cm (ojediněle i 200 cm). Z kuželovitého, málo větveného a 0,5 až 2 m hluboko sahajícího kořene roste nejčastěji přímá, vzácněji vystoupavá lodyha. Kořen je v horní části posetý bočními výrůstky s hlízkami se symbiotickými bakteriemi zachycující vzdušný dusík. Lodyha bývá bohatě rozvětvená, 2 cm hrubá, v průřezu válcovitá až šestihranná a často červenavě naběhlá. Je řídce střídavě porostlá sytě zelenými, lysými, trojčetnými listy s řapíky asi 1 cm dlouhými. Úzké zelené palisty jsou štětinovité, celokrajné nebo zoubkované. Lístky s krátkými řapíčky mají čepele obvejčité až čárkovité, dlouhé asi 15 mm a široké 5 mm, u báze zúžené až klínovité, po obvodě plytce zubaté a na vrcholu okrouhlé.
Květenství, vyrůstající z paždí listů, jsou až 8 cm dlouhé a štíhlé klasy, které se po odkvětu značně prodlouží. Klas, rozkvétající postupně, obsahuje 40 až 80 oboupohlavných květů na kratičkých stopkách, které se po odkvětu sklánějí. Zvonkovitý kalich, asi 2 mm dlouhý, má pět tmavě zelených, špičatých, trojúhelníkovitých lístků. Čistě bílá koruna, asi 5 mm dlouhá, má obvejčitou pavézu delší než křidélka a člunek. V květu je deset dvojbratrých tyčinek a blizna na dlouhé čnělce. Rostliny kvetou od května do srpna. Ploidie druhu je 2n = 16.
Plod je protáhle vejčitý, šedočerný, nepukavý lusk velký 3,5 × 2,5 mm s hrubě síťovaným povrchem. Obsahuje jedno až dvě nepravidelně ledvinovitá až oválná semena, která jsou žlutá či žlutohnědá, matná a hladká. Semeno bývá dlouhé 2,5 mm a široké 1,5 mm, hmotnost tisíce semen je asi 2 gramy.
Rostlina obsahuje velké množství kumarinu, po kterém voní rozemnuté lodyhy i listy a hlavně květy.

## Variabilita
Komonice bílá je původně dvouletá rostlina a má vyšlechtěnou jednoletou formu. V ČR se lze setkat s dvouletými odrůdami „Krajová“ a „Běla“ i s jednoletou odrůdou „Adéla“. Dvouletá rostlina v prvém roce vytváří jen lodyhu a listy a na podzim uschne. Teprve druhým rokem znovu z kořene vyroste, vykvete a vytvoří semena. Jednoletá kvete hned v prvém roce a po vytvoření semen na podzim odumře.
V závislosti na podmínkách stanoviště bývá proměnlivá výška rostlin, tvar a šíře lístků, počet květů v květenstvích i velikost plodů.

## Význam
Používá se často jako pionýrská rostlina pro biologickou rekultivaci devastovaných ploch (skládek, výsypek) s cílem navrátit území pro smysluplné využití. Výhodné je současně pěstovat jednoletou a dvouletou formu komonice bílé, tehdy se dosáhne lepších melioračních účinků, zlepší se mechanická struktura zeminy a nahromadí se větší množství humusu i dusíku v půdě. V případě umožnění vysemenění jednoleté i dvouleté formy nabývá tato plocha charakteru vytrvalého porostu, který zcela potlačí běžné spektrum plevelů. Po dvou až čtyřech létech se doporučuje použít jako nástupnickou plodinu travní nebo jetelotravní směsku.
Komonice bílá se v suchých oblastech občas vysévá ke krmení domácích zvířat. Nedoporučuje se ji přímo zkrmovat ve velkém množství, neboť obsahuje toxické látky, hlavně kumarin, kumarovou a melilotovou kyselinu a nevhodné glykosidy. Navíc dobytku chutná hořce a páchne, proto se doporučuje ji zkrmovat ve směsí s kukuřicí nebo jílky. Při skladování nedosušeného sena se mění kumarin na toxický dikumarol, který může zapříčinit rozsáhle vnitřní krvácení. Tyto nepříznivé vlivy odpadají při silážovaní, kdy se škodlivé látky odbourají.

## Galerie

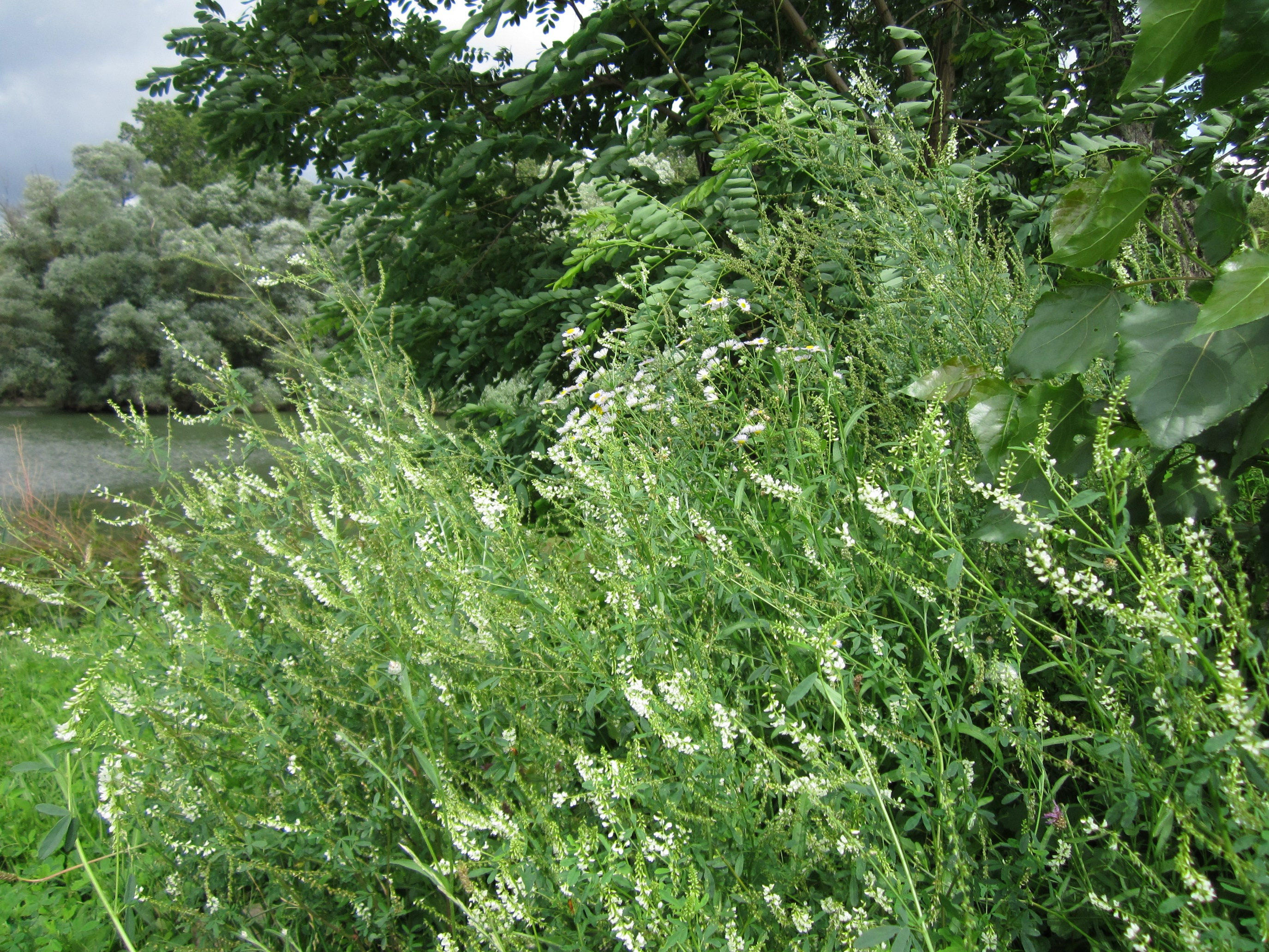
Hustý porost komonice bílé
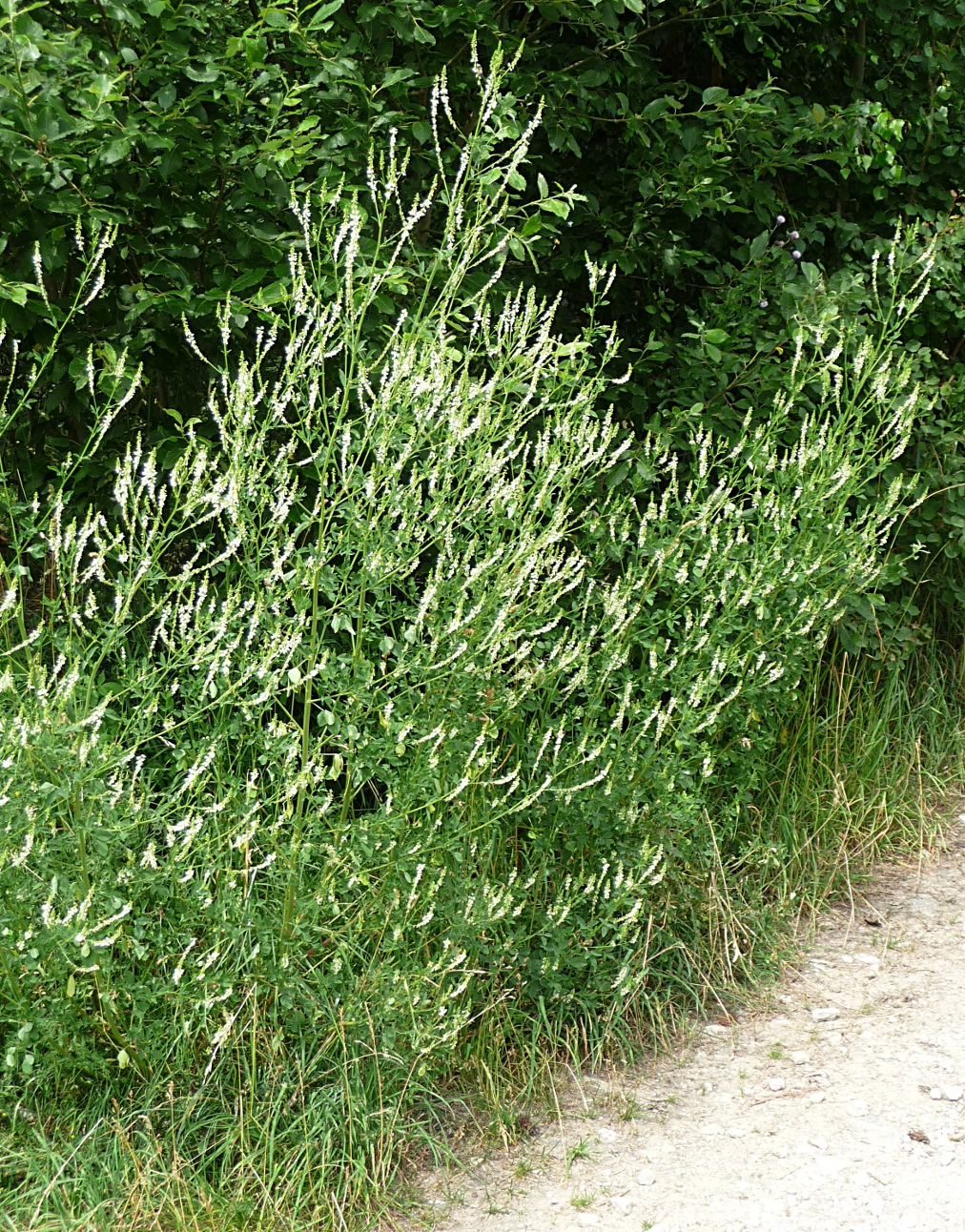
Rostlina
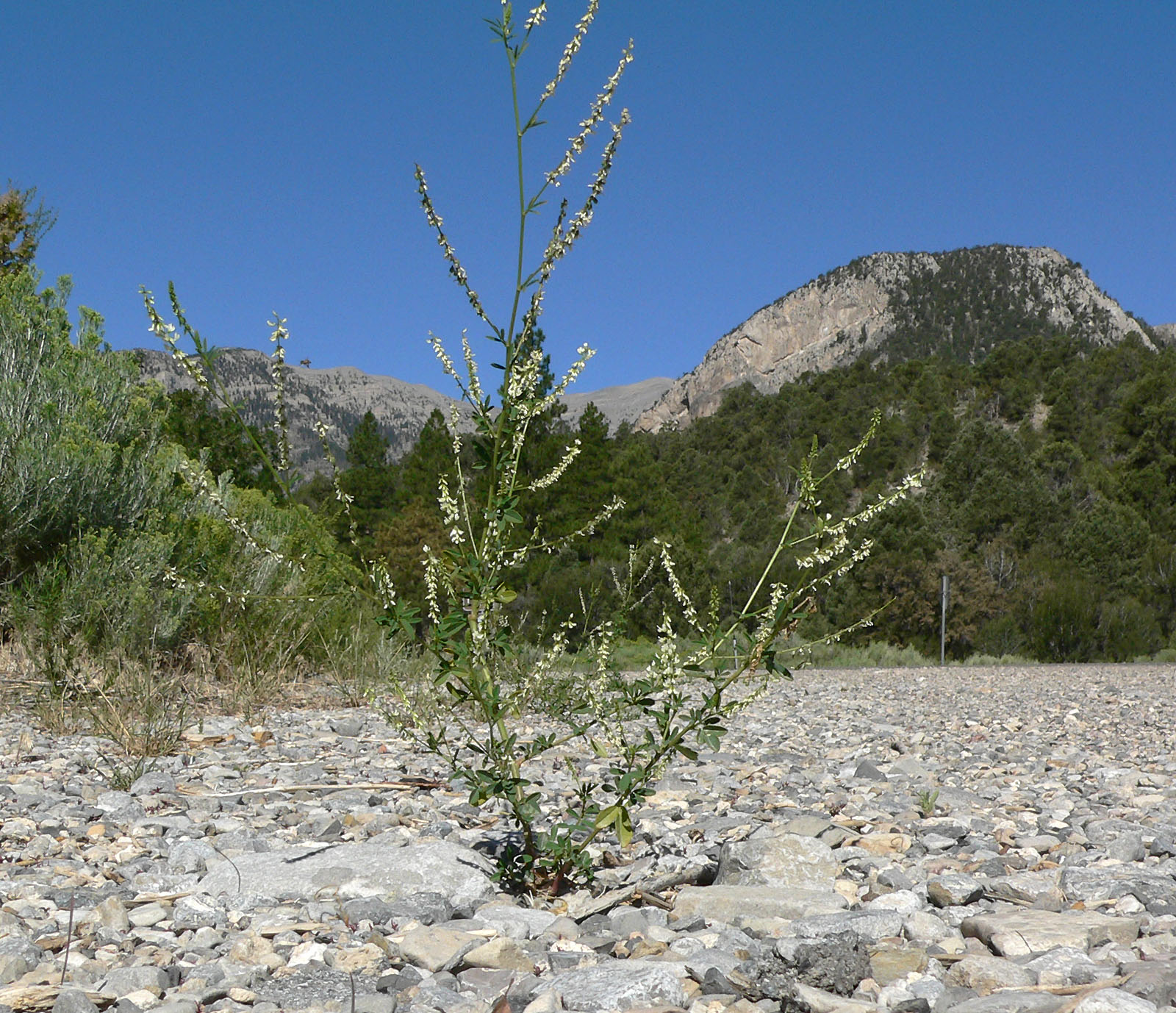
Rostlina
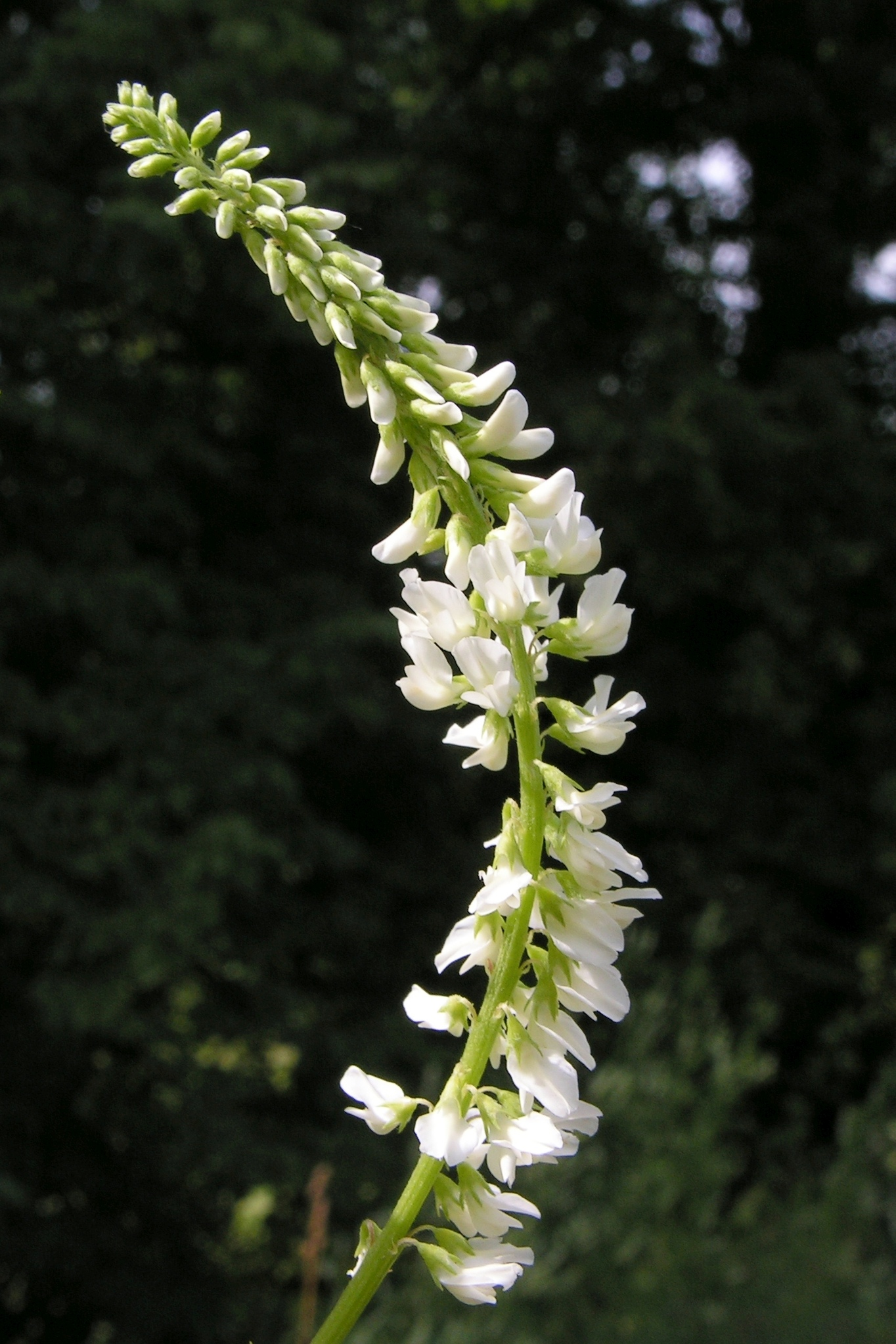
Květenství
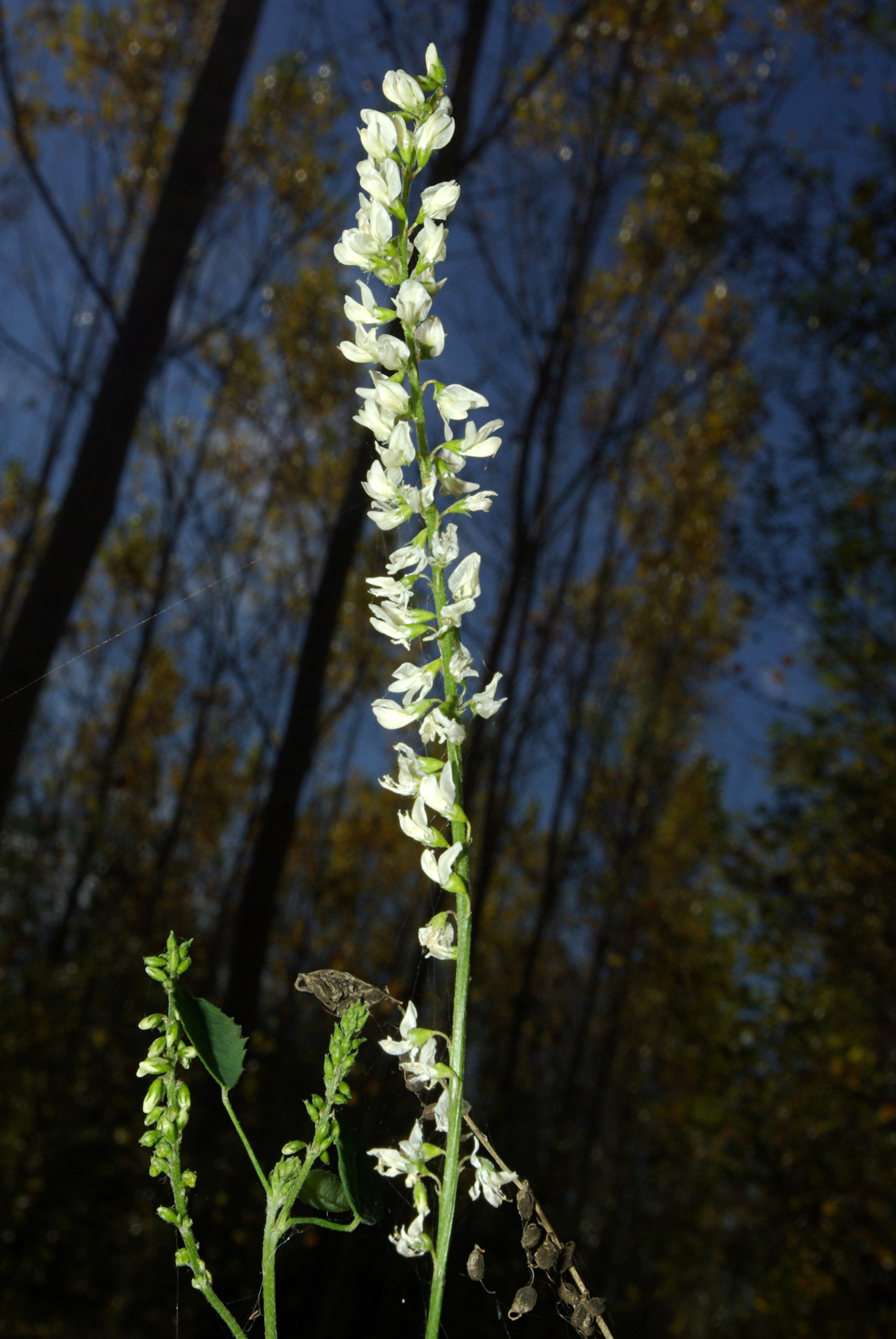
Květenství
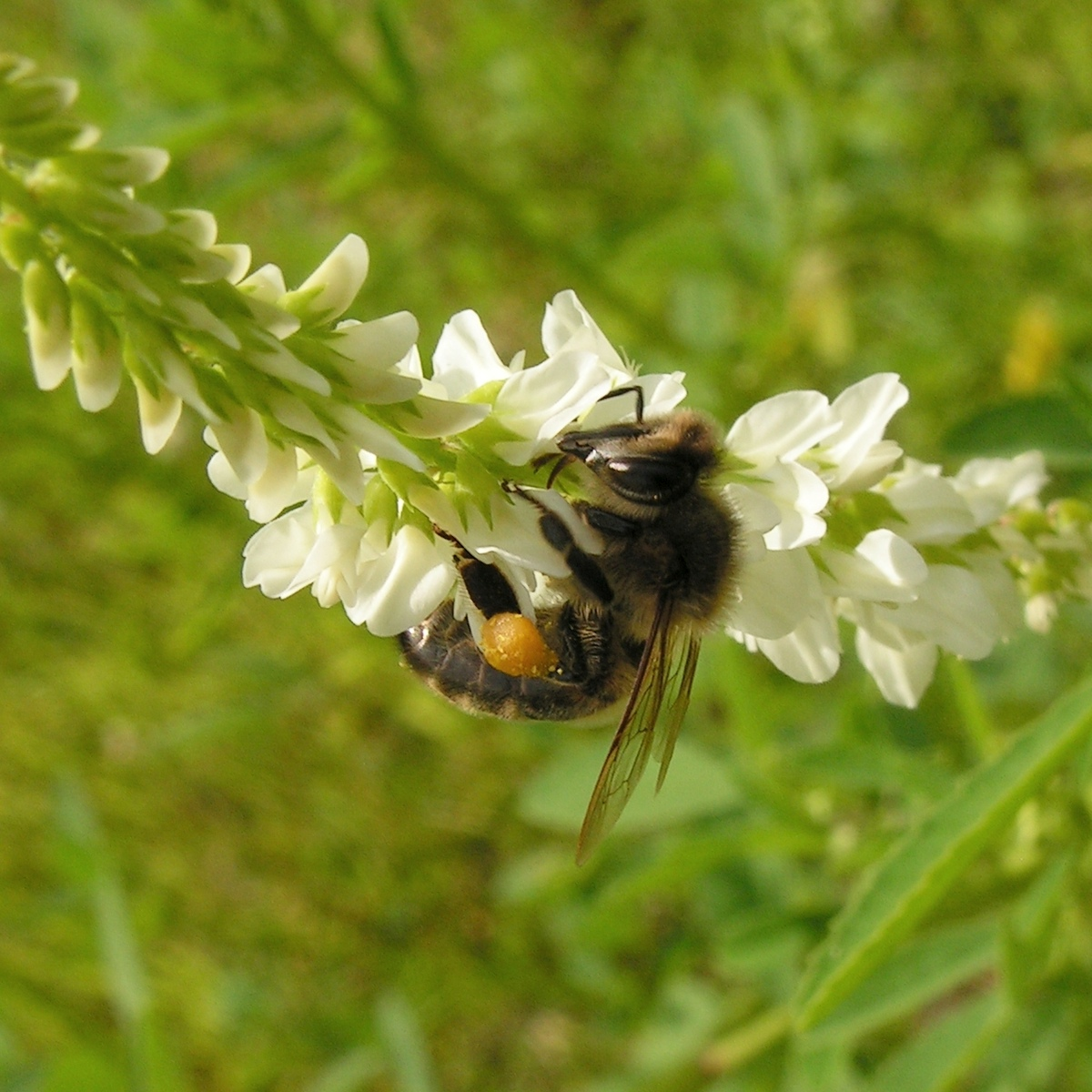
Opylování květů
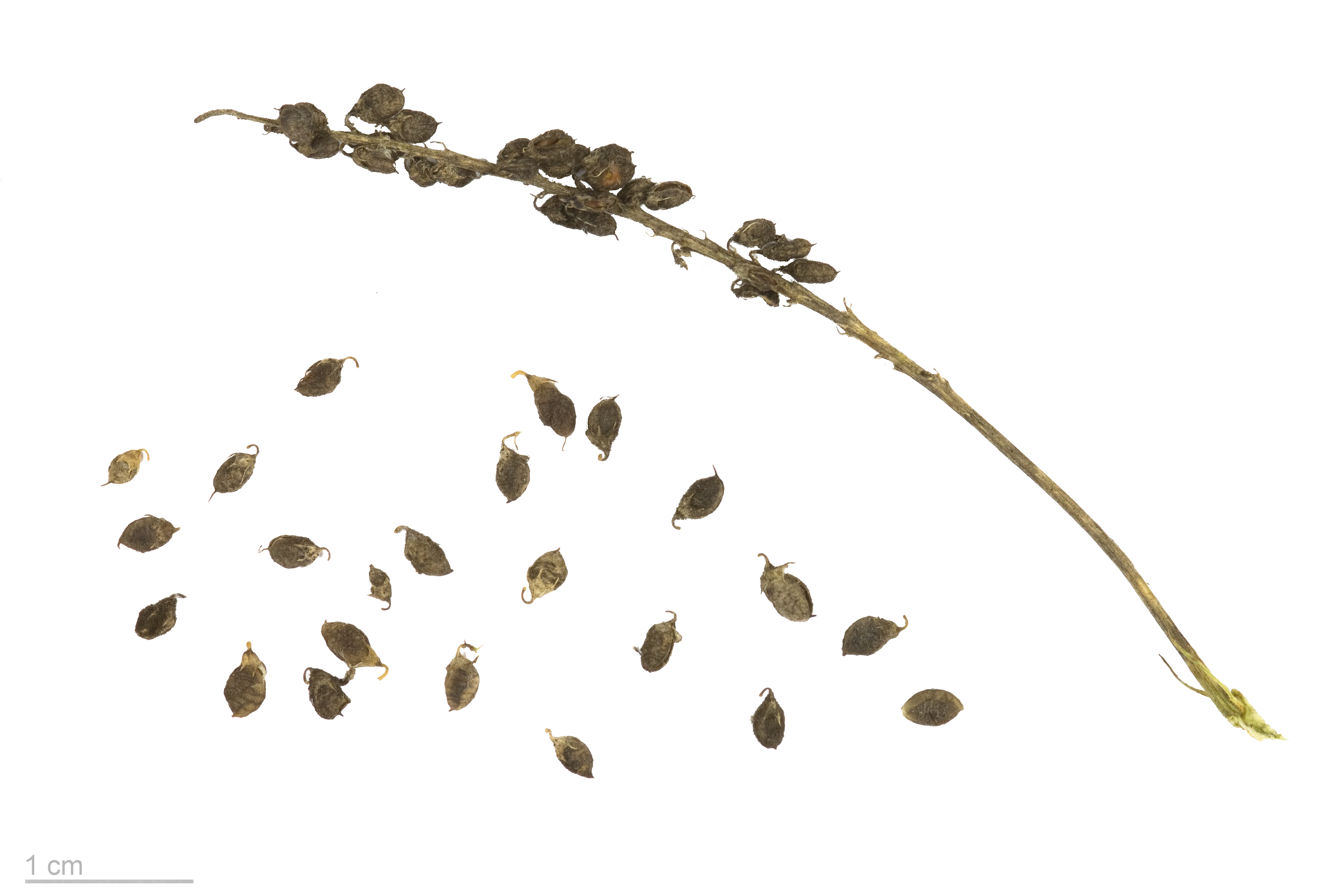
Nepukavé lusky